# Kleszczewo Kościerskie
Kleszczewo Kościerskie – wieś kociewska w Polsce położona w województwie pomorskim, w powiecie starogardzkim, w gminie Zblewo, na Pojezierzu Starogardzkim.
W latach 1954–1961 wieś należała i była siedzibą władz gromady Kleszczewo Kościerskie, po jej zniesieniu w gromadzie Pinczyn. W latach 1975–1998 miejscowość administracyjnie należała do województwa gdańskiego.
Przymiotnik "kościerskie" został wprowadzony do nazwy w roku 1953 celem podkreślenia ówczesnej przynależności administracyjnej do powiatu kościerskiego.
Jesienią roku 1906 w Kleszczewie wybuchł strajk szkolny w obronie języka polskiego.
Miejscowość jest siedzibą parafii św. Jana Chrzciciela należącej do dekanatu Zblewo. Kościół parafialny został wzniesiony staraniem mieszkańców w latach 1925-1926. Świątynia jest zbudowana w stylu neoromańskim, orientowana.